# Blackmore's Night
Blackmore's Night is een muziekgroep, opgericht door gitarist Ritchie Blackmore, voormalig gitarist van de groepen Deep Purple en Rainbow, en zijn (levens)partner, zangeres Candice Night. De groep maakt muziek die geënt is op muziek uit de middeleeuwen en de renaissance. De muziek wordt ook wel Keltische folkrock genoemd.

## Bandleden
- Ritchie Blackmore - gitaar, mandoline, domra
- Candice Night - zang, hoorn, fluit
- Bard David of Larchmont - keyboards
- Gypsy Rose - viool
- Squire Malcolm of Lumley (Malcolm Dick) - drums
- Earl Grey of Chamay - basgitaar, mandoline, gitaar

### Volledig overzicht bandline-ups
- Blackmore's Night Fanclub

## Concerten in Nederland
Op maandag 18 september 2006 waren Blackmore's Night in de Vereeniging te Nijmegen, als onderdeel van hun 'The Village Lanterne'-tournee. Tijdens dit concert werden o.a. covers van Child in Time en Soldier of Fortune uit Ritchie's Deep Purple periode ten gehore gebracht. De cover van Child in Time, welke ook terug te vinden is op het album 'The Village Lanterne', eindigt in tegenstelling tot het origineel nu in een vocaal spektakel uitgevoerd door de Sisters of the Moon.

## Discografie

### Albums
| Album met eventuele hitnotering(en) in de Nederlandse Album Top 100 | Datum van verschijnen | Datum van binnenkomst | Hoogste positie | Aantal weken | Opmerkingen   |
| ------------------------------------------------------------------- | --------------------- | --------------------- | --------------- | ------------ | ------------- |
| Shadow Of The Moon                                                  | 1997                  | -                     |                 |              |               |
| Under A Violet Moon                                                 | 1999                  | -                     |                 |              |               |
| Fires at Midnight                                                   | 2001                  | -                     |                 |              |               |
| Ghost of a Rose                                                     | 2003                  | -                     |                 |              |               |
| Past Times With Good Company                                        | 2003                  | -                     |                 |              | Livealbum     |
| Beyond the Sunset: The Romantic Collection                          | 2004                  | -                     |                 |              | Verzamelalbum |
| The Village Lanterne                                                | 2006                  | -                     |                 |              |               |
| Winter Carols                                                       | 2006                  | -                     |                 |              |               |
| Secret Voyage                                                       | 2008                  | 05-07-2008            | 95              | 1            |               |
| Autumn Sky                                                          | 2010                  | -                     |                 |              |               |
| Dancer and the Moon                                                 | 2013                  | -                     |                 |              |               |
| All our Yesterdays                                                  | 2015                  | -                     |                 |              |               |
| Nature's Light                                                      | 2021                  | -                     |                 |              |               |

### Dvd's
| Dvd's met hitnoteringen in de Nederlandse Music Top 30 | Datum van verschijnen | Datum van binnenkomst | Hoogste positie | Aantal weken | Opmerkingen |
| ------------------------------------------------------ | --------------------- | --------------------- | --------------- | ------------ | ----------- |
| Castles and Dreams                                     | 2005                  | -                     |                 |              |             |
| Paris Moon                                             | 2007                  | -                     |                 |              |             |
| A knight in York                                       | 2012                  | 14-07-2012            | 27              | 2            |             |